# Edward O. Wilson
Edward Osborne Wilson, ofta kallad E. O. Wilson, född 10 juni 1929 i Birmingham, Alabama, död 26 december 2021 i Burlington, Massachusetts, var en amerikansk biolog. Wilson var entomolog (insektsforskare) och ägnade sig särskilt åt att forska om myror. Han gjorde också omfattande insatser inom andra biologiska och livsvetenskapliga områden, bland annat pionjärinsatser inom biodiversitet, förespråkande av naturskydd, sociobiologi och relationen mellan människan och naturen (biophiliahypotesen). Wilson var huvudsakligen verksam vid Harvard University som professor. 1990 tilldelades Wilson Crafoordpriset, som han delade med Paul R. Ehrlich. Wilson var en av ett mindre antal evolutionsforskare som förespråkar gruppselektion snarare än släktskapsselektion som förklaringsmodell till altruistiskt beteende hos människor.

## Biofili-teorin
I början av 1990-talet lanserade Wilson teorin att människan har en nedärvd fallenhet för att tycka om levande varelser och att vistas i naturen. Han kallade egenskapen för biofili (kärlek till liv) och menade att den utvecklats under människans historia för att den gynnat vår överlevnad.

## Utmärkelser
- Newcomb Cleveland Prize,  1967
- Guggenheimstipendiet,  1975[10]
- National Medal of Science,  1976[11]
- Leidy Award,  1979[12]
- Pulitzerpriset för allmän facklitteratur, för On Human Nature,  1979[13]
- Tyler Prize for Environmental Achievement, med  Roger Revelle,  1984[14]
- ECI Prize,  1987[15]
- Golden Plate Award,  1988[16]
- Crafoordpriset i biovetenskap, med  Paul R. Ehrlich,  1990[17]
- Utländsk ledamot av Royal Society,  28 juni 1990[18]
- Pulitzerpriset för allmän facklitteratur, för The Ants, med  Bert Hölldobler,  1991[19]
- Natural World Book Prize,  1993
- Internationella priset för biologi,  1993[20]
- Eminent Ecologist Award,  1994[21]
- Carl Sagan Award for Public Understanding of Science,  1994[22]
- Hedersdoktor vid Universidad Complutense,  1995
- Phi Beta Kappa Award in Science, för Journey to the Ants, med  Bert Hölldobler,  1995
- Audubon Medal,  1995[14]
- William Procter-priset för vetenskapliga bedrifter,  1997[23]
- Årets humanist,  1999[24]
- Harvard Centennialmedaljen,  1999
- Lewis Thomas Prize,  2000[25]
- Kung Faisals internationella pris i vetenskap, med  Craig Venter,  2000[26]
- Kistlerpriset,  2000
- Global Environmental Citizen Award,  2001
- Nierenberg Prize,  2001[14]
- Natural World Book Prize,  2002
- Distinguished Eagle Scout Award,  2004[27]
- Hedersdoktor vid Harvard University,  2004[28]
- Addison Emery Verrill Medal,  2007[29]
- Kataloniens internationella pris,  2007[30]
- TED Prize,  2007[31]
- Linnean Tercentenary Medal,  2007[32]
- Thomas Jefferson Medal in Architecture,  2010[33]
- Heartland Prize,  2010[34]
- BBVA Foundation Frontiers of Knowledge Award,  2010[35]
- Fellow of the Ecological Society of America,  2012
- Internationella Cosmospriset,  2012[36]
- Hubbard-medaljen,  2013[37]
- Kew International Medal,  2014[38]
- Harper Lee Award,  2016
- Fellow of the Committee for Skeptical Inquiry
- Hedersledamot av the Zoological Society of London

[Redigera Wikidata]